# Darwin (sonda espacial)
A sonda Darwin é projeto de sonda espacial não tripulada, proposta pela Agência Espacial Europeia, com a finalidade de lançar um conjunto de telescópios orbitais com o objetivo de detectar planetas como a Terra que estejam orbitando próximo a estrelas, a fim de procurar pela existência de vida nestes planetas. O seu lançamento está previsto para depois de 2015 e a sonda deverá permanecer no Ponto de Lagrange L2.
O ponto L2 é um ponto distante da Terra, cerca de 1,5 milhões de quilômetros da Terra. Trata-se de um ponto que se situa do lado oposto ao Sol e permite realizar observações ininterruptas do céu, já que o Sol, a Terra e a Lua, ficam situados "atrás" da sonda.
O projeto consiste em três telescópios orbitais, cada um com 3,5 m de diâmetro, voando em formação. Mais quatro naves espaciais auxiliariam na junção da luz coletada por estes três telescópios, para processá-las e enviar os dados coletados para a Terra.
A missão também estudaria os planetas extra-solares a serem descobertos, pois os seus instrumentos provavelmente poderiam obter imagens infravermelhas de elevada alta resolução, permitindo estudar detalhadamente os processos astrofísicos lá existentes.[carece de fontes?]
O método de procura por planetas se baseia no fenômeno da anulação da luz pelo interferômetro. Este sistema gerencia as fases da luz captada, para poder anular a luz de uma estrela e então observar qualquer planeta que esteja orbitando junto a esta estrela, porque a luz do planeta não seria anulada. Isso permitirá observar o fraco brilho dos planetas que orbitam ao redor das estrelas.

## Infravermelho
Será pesquisada a faixa do meio do infravermelho porque e mais fácil analisar este comprimento de ondas em relação as outras faixas do espectro eletromagnético.
Outro motivo é que nesta faixa do espectro as formas de vida costumam deixar marcadas a sua existência. Na Terra, a atividade biológica produz gases que se misturam com a sua atmosfera. As plantas produzem o oxigênio e animais expelem o dióxido de carbono e o metano.
Estes gases, além de outros, deixam suas marcas absorvendo certos comprimentos de luz infravermelha. A sonda Darwin deverá separar a luz de planetas extra-solares em seus comprimentos de ondas por meio de um espectrômetro.
Parte da luz a ser refletida pelos planetas extra-solares será absorvida pelos gases e isso será detectado pelos telescópios orbitais.
O telescópio é baseado no espaço, pois na Terra a atmosfera do planeta absorve a luz infravermelha. Outro fato é que se pode aproveitar o espaço, para manter os equipamentos de medição frios, com temperaturas muito próximas de zero Kelvin, cancelando quase que completamente a radiação emitida pelo próprio telescópio.

## Desafio
A sonda Darwin deverá se deparar com dois grandes desafios.
O primeiro é que os planetas deverão orbitar muito próximos da suas estrelas. Em segundo lugar o planeta deverá estar ofuscado pelo brilho da estrela, que deverá ser muitas milhões ou bilhões de vezes mais brilhantes.

## Objetivo desta missão
- Detectar e analisar mundos semelhantes a Terra
- Detectar a atmosfera destes planetas e pesquisar os gases para ver se seja possível haver vida.
- Fornecer imagens entre 10 a 100 vezes mais detalhadas que os instrumentos que vão equipar a futura sonda espacial James Webb Space Telescope (JWST)

## Nome da missão
O nome desta missão foi dado em honra ao naturalista britânico chamado Charles Darwin, que viveu entre 1809 a 1882, e que ficou famoso devido às suas teorias sobre a evolução e sobre a seleção natural. Esta missão se assemelharia com a missão do naturalista, pois ela vai procurar investigar a evolução das galáxias e procurar por vida no Universo.

## Nave espacial
Estão sendo estudados dois tipos de configurações para o lançamento dos telescópios:
- Primeiramente estuda-se a realização de dois lançamentos separados do foguete Soyuz-Fregat.
- A segunda opção consiste em um único lançamento que deverá levar o conjunto a bordo de um foguete da Ariane 5.

## Engenharia
Cada telescópio deverá ter cerca de 3,5 m de diâmetro e serão telescópios semelhantes ao da futura sonda Herschel.
Como estes telescópios deverão detectar a luz infravermelha, eles deverão estar protegidos da luz do Sol. Pois caso contrário, a luz solar vai aquecer os telescópios e eles vão detectar sua própria radiação, ao invés da radiação de planetas distantes. Cada telescópio será dotado de um grande escudo solar.
Durante o lançamento, os escudos solares estarão dobrados juntos com as respectivas sondas, para economizar espaço. No espaço abrirão tal como um guarda-chuva.
Uma plataforma de apoio deverá se situar logo atrás dos escudos solares, que deverão abrigar o sistema de comunicações e os receptores dos telescópios, destinados a detectar o movimento dos telescópios.

## Seguindo os passos da missão Darwin
No atual estágio, os parceiros industriais da ESA (Alcatel Space Division de Cannes e a Astrium de Friedrichhafen) estão produzindo modelos em laboratório para testar a anulação das fases com o auxílio de um interferômetro do espectro do infravermelho.
A ESA e o European Southern Observatory (ESO) estão a desenvolver o interferômetro de anulação para telescópios baseados em terra para serem instalados no Very Large Telescope (VLT). Os quatro telescópios de 8 metros de diâmetro ou os quatro telescópios auxiliares de 1.8m, serão usados para alimentar o interferômetro.

## Colaboração externa
A agência espacial estadunidense, a NASA encontra-se a desenvolver um missão similar a Darwin, denominada de Terrestrial Planet Finder que ainda está em fase de estudos. Devido ao tamanho da missão, ambas as agências espaciais, a NASA e a ESA podem num futuro, lançar uma missão conjunta denominada de Darwin/Terrestrial Planet Finder. Outros países como a Rússia e o Japão também pensam em participar nesta missão.